# Marie Severin
Marie Severin (East Rockaway, 21 agosto 1929 – Massapequa, 29 agosto 2018) è stata una disegnatrice statunitense di fumetti.
Cresciuta in una famiglia di artisti, studiò in un liceo artistico e, grazie al fratello John, diventò la principale colorista delle storie pubblicate nei fumetti della casa editrice EC Comics. Sfortunatamente, i fumetti horror, per i quali questo editore era rinomato, vennero presi di mira durante le audizioni di una sottocommissione del Senato che indagava sulla delinquenza giovanile. La risposta delle case editrici alla crescente minaccia dell'istituzione di un organismo di censura fu quindi quella di impedire la diffusione dei fumetti horror e di quelli dedicati ai crimini. Da quel momento la produzione di EC Comics diminuì così tanto che gli artisti della casa editrice furono costretti a cercare lavoro presso i concorrenti. Marie Severin trovò così un lavoro presso Atlas Comics, che cambiò nome qualche anno dopo in Marvel Comics, ma fu costretta a rinunciarvi, ancora una volta, perché anche l'editore era portato a ridurre drasticamente la propria linea di fumetti. Marie riuscì quindi a farsi assumere dalla Federal Reserve Bank di New York per la quale disegnò fumetti educativi.
Quando i fumetti riconquistarono un vasto pubblico, durante l'età d'argento dei fumetti, fu assunta da Stan Lee, editore della società Marvel Comics. Prima assistente nel reparto di produzione, fu poi scelta per disegnare molte serie come Doctor Strange, Hulk, Submariner e Not Brand Echh. Da quel momento fino agli anni '90 rimase fedele alla Marvel dove, oltre a disegnare storie di supereroi, divenne successivamente responsabile del reparto copertine dei fumetti, di quello della colorazione, e lavorò nel reparto artistico, al settore giovanile, e infine a quella dei progetti speciali.
Riconosciuta come artista efficiente, affidabile e molto brava da molti altri designer, era allora una persona chiave nel reparto di produzione della Marvel. Tuttavia, a metà degli anni '90, la Marvel non rinnovò il suo contratto in esclusiva. Altri editori, DC Comics o Claypool Comics, la contattarono poi perché potesse mettere il suo talento al loro servizio. È così che Severin iniziò a disegnare o colorare storie per DC e disegnare fumetti per Claypool.

## Biografia

### Infanzia e primi fumetti
Marie Severin nacque il 21 agosto 1929 a Long Island, New York, da madre statunitense nata a Syracuse nello stato di New York, e da padre norvegese nato a Oslo. Quest'ultimo, arrivato negli Stati Uniti con i genitori all'età di tre anni, una volta adulto trovò lavoro come contabile prima di partire per combattere in Francia durante la prima guerra mondiale. Al suo ritorno cambiò mestiere, lavorando come illustratore per agenzie pubblicitarie. Venne poi assunto dall'azienda di cosmetici Elizabeth Arden dove si occupò del design di diversi prodotti. È quindi grazie a suo padre che Marie entrò molto presto in contatto con le arti grafiche. Anche suo fratello John Severin, che disegnava fin dalla tenera età e riuscì a farsi pubblicare quando era ancora un adolescente, esercitò un'influenza sulla sua scelta di carriera.
All'inizio degli anni '50, Marie Severin segue dei corsi in una scuola d'arte, che la portano subito dopo a lavorare per un'azienda che produceva cartoline. Non molto soddisfatta di questo lavoro, non vi rimase a lungo, il fratello le offrì di fare la colorista sulle storie pubblicate a fumetti dalla EC Comics, dove lui stesso era già disegnatore. Marie Severin accettò prontamente. Il suo primo lavoro consistì nel colorare una storia disegnata da suo fratello nel nono numero di A Moon, a Girl… Romance. Il lavoro venne apprezzato e i direttori editoriali le chiesero di colorare da subito quasi tutti i fumetti EC. Oltre a questo, le capitò anche di partecipare al disegno o al lettering. Gli unici designer che preferivano colorare da soli le proprie tavole erano Harvey Kurtzman e Bernie Krigstein, due autori perfezionisti che volevano avere il controllo su tutto il loro lavoro. EC Comics era poi una casa editrice molto redditizia che pubblicava diversi generi di fumetti (di guerra, criminalità, fantascienza e soprattutto horror). Tuttavia, questi fumetti furono tra quelli condannati dalle autorità religiose e dalle associazioni di genitori per la cattiva influenza che avrebbero avuto sui giovani. Le manifestazioni di queste associazioni portarono alla creazione di un sottocomitato senatoriale, presieduto da Estes Kefauver, incaricato di valutare i possibili collegamenti tra la lettura dei fumetti e l'aumento della delinquenza giovanile. Gli editori di fumetti, temendo l'istituzione di un organismo di censura statale, preferirono creare un organismo di autoregolamentazione chiamato Comics Code Authority. Le norme decretate da questa autorità condannavano de facto i fumetti pubblicati da EC, che non poterono più essere trasmessi. Il crollo delle vendite costrinse poi l'editore Max Gaines a separarsi dalla maggior parte degli artisti che regolarmente lavoravano per lui, e Marie Severin si ritrovò disoccupata.
Come suo fratello, riuscì presto a farsi assumere da Stan Lee, e lavorò per quasi un anno e mezzo alla Atlas, nel reparto produzione insieme a suo fratello, Bill Everett, Joe Maneely, Danny Crespi e diversi letteristi. Tuttavia, il drastico calo della produzione Atlas, legato a problemi di distribuzione, portò al suo licenziamento, che la costrinse a lasciare il mondo dell'editoria a fumetti per la filiale di New York della Banca centrale americana. Questo ente federale le affidò diversi progetti, uno dei quali, da lei guidato in collaborazione con il fratello Giovanni, fu la produzione di un fumetto didattico che riguardava gli assegni. Il fumetto fu costantemente ristampato per la durata di sei anni e rimase a lungo uno dei fumetti più diffusi di tutti i generi messi insieme. Marie Severin venne successivamente ingaggiata dalla società Filmfax Productions per partecipare all'adattamento di questo fumetto in un cartone animato, distribuito nelle scuole e nelle biblioteche.

## Fumetti Marvel

### Dalla riparazione delle tavole al disegno di Doctor Strange

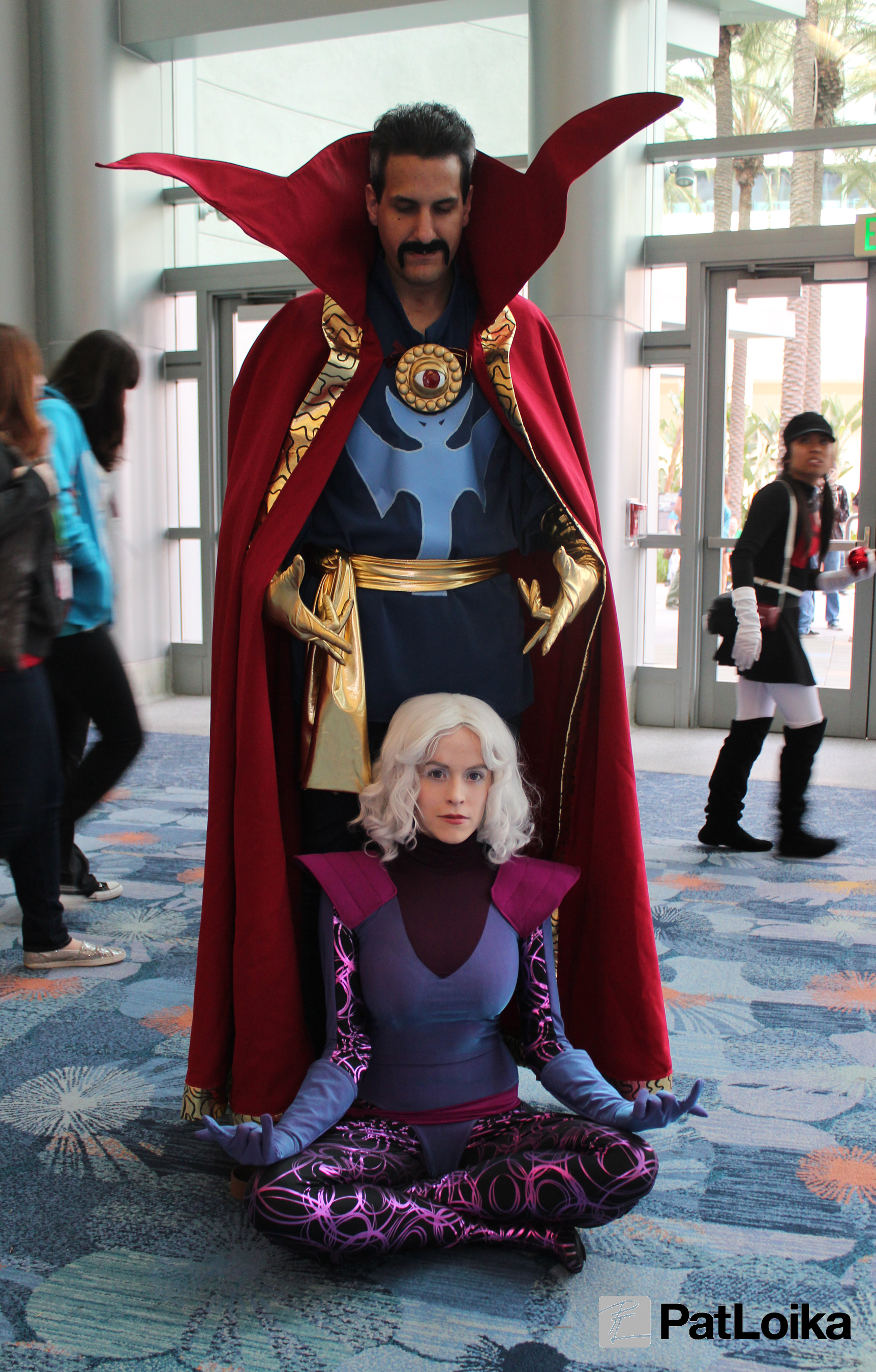
Cosplay di Doctor Strange e Cléa, primo fumetto disegnato da Marie Severin per la Marvel

Nel 1964, quando i fumetti trovarono un grande pubblico di lettori, Marie Severin, stanca del suo lavoro presso la Banca centrale americana, cercò lavoro presso Stan Lee, allora direttore editoriale di tutti i fumetti pubblicati dalla Marvel, che le affidò il reparto di produzione. Questo significava che era incaricata con John Romita e John Verpoorten di riparare le tavole inviate dagli artisti danneggiate durante il trasporto postale, disegnare tavole complete perse nella posta o di correggere le copertine per adattare l'immagine ai testi e al logo. Questo compito le fu affidato perché in quanto riusciva ad imitare gli stili dei vari artisti che lavorano per la Marvel.
Nel mese di settembre 1966, Severin illustrò un articolo su Esquire sul crescente interesse di studenti e docenti universitari nei confronti dei fumetti pubblicati dalla Marvel. Questi disegni le valsero l'interesse di Martin Goodman, editore e proprietario della Marvel, che suggerì al nipote Stan Lee di proporgli di disegnare alcuni episodi di fumetti. Il primo che Severin realizzò fu un episodio di Doctor Strange, un personaggio disegnato da Steve Ditko al n. 146 da Strani racconti. Coperta per sei numeri da Bill Everett, Marie Severin gli succedette all'ultimo momento a febbraio 1967 per il numero 153 non potendo rispettare la scadenza, il che spiega la minore qualità di questo episodio. Dopo l'inaspettato salvataggio, Marie Severin rimase attaccata a questo fumetto, e disegnò il n. 160 Le avventure di Strange, così come le copertine. Gradualmente, partecipò anche alla stesura della sceneggiatura, insieme a Stan Lee e Roy Thomas.

### Hulk e altri progetti

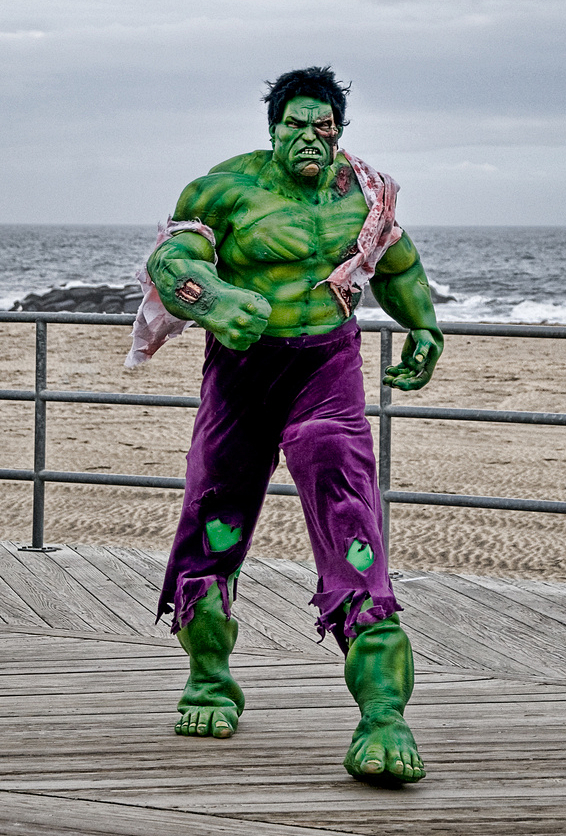
Hulk

Successivamente, Lee le affidò il disegno delle avventure de The Incredible Hulk, poi pubblicate su Tales to Astonish. Severin iniziò a lavorarci dal n° 92 e rimase fino all'ultimo numero n° 101), pubblicato a marzo 1968. Infatti, in questa data, la Marvel poteva pubblicare più fumetti di prima e i due personaggi del fumetto (Hulk e il Sub-Mariner) vinsero ciascuno un titolo a loro dedicato. Tales to Astonish diventò poi Incredible Hulk, dove Marie Severin continuò a disegnare le avventure dell'eroe, mentre Stan Lee passò a Gary Friedrich la sceneggiatura e a Frank Giacoia o George Tuska l'inchiostrazione. Il n° 106 segnò il graduale ritiro di Marie Severin dal fumetto: per questo episodio si accontentò dei bozzetti mentre Herb Trimpe completò il disegno. Il mese successivo, Trimpe fu l'unico disegnatore dei fumetti ma Marie Severin continua a disegnare la copertina di questo numero e del successivo, ritornando episodicamente al personaggio negli anni successivi. Disegnò inoltre il primo annuale su Hulk e firmò diversi episodi negli anni '80.
Dal n° 9, pubblicato nel 1969, Severin disegnò anche The Submariner, e rimase sul personaggio per tredici episodi. Era allora l'unica disegnatrice donna nel mondo dei fumetti. Nel 1967, Stan Lee creò il fumetto Not Brand Echh che era composto da parodie di storie di supereroi. Marie Severin partecipò ai tredici numeri di questa antologia tra agosto 1967 e maggio 1969 e partecipò alle sceneggiature di alcune storie negli ultimi episodi. Nell'ottobre 1969, illustrò nuovamente diversi articoli per Esquire dedicati allo sportivo Joe Namath e disegnò la copertina di questo numero. Dopo Not Brand Echh tornò al genere umoristico disegnando storie sulla rivista Crazy, che si presentava come rivale della rivista Mad pubblicata da EC Comics, poi rilevata dalla DC Comics dopo l'acquisizione di CE.

### Responsabilità alla Marvel e creazione di nuove serie
Durante questi anni alla Marvel, Severin ricoprì incarichi diversi da quello di disegnatrice. Fu quindi responsabile delle copertine e doveva assicurarsi che nessun fumetto simile ad un altro uscisse nello stesso mese. Per fare questo lavoro, dette a ogni designer una bozza di copertina ispirata alla storia pubblicata nei fumetti. Marie Severin, infatti, d'accordo con Stan Lee, non voleva che la copertina fosse slegata dalla sceneggiatura, come nel caso di altri editor. Fece da colorista per diversi fumetti per la rivista Epic Illustrated, responsabile dell'intero reparto dove dovette garantire qualità del lavoro nonché il mantenimento di uno stile di colore comune a tutti i fumetti della casa. Negli anni '70 lavorava ancora alla Marvel e il suo nome era presente negli episodi di Iron Man, Daredevil e Conan.
Nel settembre 1971, insieme al fratello, che era l'inchiostratore di questa serie, e Roy Thomas, lo sceneggiatore, disegnò le avventure di Kull the conqueror, un personaggio creato da Robert E. Howard. La serie venne interrotta dopo solo due numeri ma viene ripresa un anno dopo. Il titolo non poteva essere venduto (mentre l'adattamento di Conan fu un successo) e Severin lasciò la rivista, il fratello John al n° 10 e Marie al n° 11. Da una sceneggiatura di Linda Fite e quella di Spider Woman nel 1976, nel 1972 Severin creò il personaggio di The Cat. Nel decennio successivo lavorò successivamente come assistente del dipartimento artistico e poi responsabile del settore ragazzi. Infine, passò alla Special Projects che si occupava, tra l'altro, di tutti gli adattamenti comici di personaggi non appartenenti alla Marvel, come ad esempio l'All Risks Agency o i Muppet Babies. In questo reparto, Marie Severin disegnò anche pubblicità per i prodotti Marvel che si trovano nei fumetti della compagnia, e disegnò anche i personaggi Marvel usati da altre compagnie per la loro pubblicità.

## Dopo Marvel
Nel 1996 la Marvel Comics decise di non rinnovare il contratto in esclusiva che l'aveva legata a Marie per più di 30 anni. Mark Chiarello, uno dei responsabili editoriali della DC Comics, la contattò subito per offrirle un lavoro. Marie accettò di essere la colorista per la serie Superman Adventures Disegnò anche racconti pubblicati nelle antologie della raccolta Paradox Press. Tuttavia, non era più una designer a tempo pieno e raramente illustrava storie. C'è un racconto chiamato Batsman: Swarming Scourge of the Underworld che parodia il personaggio di Batman, pubblicato nel secondo volume dell'antologia Batman: Of shadow and light, un altro in 9-11: The World's Finest Comic Book Writers & Artists Tell Stories to Remember, Volume Two su una sceneggiatura di Stan Lee pubblicata poco dopo gli attacchi dell'11 settembre 2001 dalla DC Comics  . Lavorò ancora occasionalmente per la Marvel illustrando figurine.
Durante gli anni 2000, lavorò per un editore meno noto, Claypool Comics, per il quale disegnò o inchiostrò episodi di Soulsearcher and Company ed Elvira. Questo gli permise di incontrare ex designer della Marvel come Dave Cockrum o Jim Mooney. Nel 2007 ebbe un attacco di cuore che la costrinse a ritirarsi dal mondo dei fumetti ad Huntington, nello stato di New York. Morì il 29 agosto 2018 all'età di 89 anni per un infarto.

## Critica

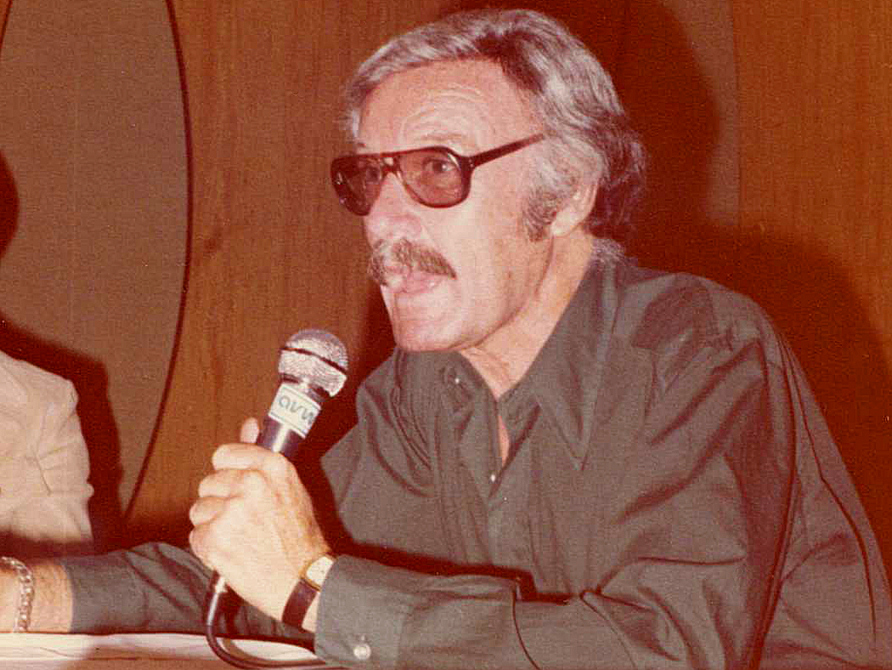
Stan Lee - qui negli anni '80 - considera Marie Severin una dei suoi migliori artisti

Eccellente colorista, Marie Severin dimostrò rapidamente alla EC Comics le sue qualità, diventando quasi l'unica colorista dell'azienda, tanto più facilmente in quanto, a differenza della "Chemical Color" che era responsabile del colore di EC Comics prima del suo arrivo, tendeva al realismo, approccio particolarmente apprezzato dai curatori Harvey Kurtzman e Al Feldstein. Tuttavia, alcuni lettori la criticarono per aver censurato i disegni originali, mettendoli a colori. In effetti, certe tavole o certe decorazioni erano di un unico colore che attenuava l'orrore della scena disegnata. Secondo Marie Severin, questa scelta era dovuta alle tecniche di colorazione che non permettevano all'epoca di ottenere una resa interessante, e lei si difese osservando che nessun manager si era lamentato delle sue scelte.

Inoltre, il lavoro di Marie Severin come designer, anche se non innovativo o tanto importante quanto quello di artisti essenziali come Jack Kirby o Steve Ditko, mostrava grandi qualità riconosciute dalla critica e dagli artisti con cui aveva saputo confrontarsi. Così, Stan Lee spiegò che anche se Severin non era considerata un'eccellente artista donna, era una tra le migliori artiste. Gene Colan affermò che lei era 
 e Herb Trimpe la descrisse come 
 e John Buscema disse che le bozze delle sue copertine erano troppo buone e che poteva fare anche di meglio.
Marie Severin padroneggiava due elementi essenziali nel disegno dei fumetti: l'arte del racconto, e quella del disegno solitario, come può essere quella della copertina. Infatti compose i suoi disegni con un'energia che non aveva nulla da invidiare a quella di Jack Kirby, e sapeva benissimo come raccontare la storia.
Durante il suo lavoro sul fumetto di Hulk, fece innovazioni utilizzando frequentemente una singola tavola che mostrava la trasformazione di un personaggio - il più delle volte Hulk - invece di una successione di tavole.
Marie Severin mostrò il suo talento in diverse aree del fumetto: eccellenza nella caricatura e nei cartoni animati che la portarono ad essere la disegnatrice della rivista Not Brand Echh e di partecipare ai fumetti Spoof e Crazy.

## Opinioni
Sebbene non abbia mai voluto partecipare alle lotte femministe, Marie Severin a volte difese i diritti delle donne. Il fatto di essere, insieme a Ramona Fradon, una delle uniche due disegnatrici conosciute durante la Silver Age del fumetto la imposero come esempio . Trina Robbins, autrice di fumetti e di opere storiche dedicate alle artiste, credette che Marie Severin, nonostante le sue opinioni conservatrici, fosse una femminista. Severin partecipò ad alcune conferenze sul ruolo delle donne nei fumetti, come quella del 1974 dove partecipavano Linda Fite e altri fumettisti o il festival di Toronto del 2006. Era molto raro che le donne riuscissero ad esercitare la professione di fumettista per così tanto tempo. Il suo talento e il suo approccio amichevole le permisero di essere accettato senza difficoltà in un universo maschile. Questo carattere allegro portò Stan Lee - che dava soprannomi ad ogni collaboratore dei suoi fumetti come parte dei crediti - a chiamarla con il soprannome mirthful ("felice"). Tuttavia, ritrovarsi in un universo maschile, non fu una situazione senza difficoltà, poiché nonostante il suo talento, Marie Severin, per un lungo periodo, non riuscì a vincere una serie importante.

## Premi
- Premio Shazam per il miglior fumettista (1974 e 1975)
- Premio Shazam per la migliore storia umoristica per Kaspar the Dead Baby (con Marv Wolfman). In Crazy n°. 8 (1975)
- Premio Inkpot (1988)
- Women Cartoonists Hall of Fame (1997)
- Will Eisner Hall of Fame (2001)
- Premio Haxtur alla carriera (2002)

Postumo
- 2019: Premio Speciale Inkwell Stacey Aragon, per tutto il suo lavoro[19]

## Opere (selezione)

### Colorista
- Fumetti CE (1952-1955)
- Le avventure di Superman (1996)

### Progettista
- Dottor Strange (1967)
- L'incredibile Hulk (1967-1968)
- Namor (1969-1970)
- Not Brand Echh (1967)
- Parodia (1970)
- Kull di Valusia (1971)
- Tigra (1972)
- Pazzo (1973)
- I Muppet Babies (1985)
- Le avventure di Superman (1996)

### Sceneggiatrice
- Dottor Strange (1967)
- Not Brand Echh (1967)